# Santa Teresa (Belize)
Santa Teresa (Kekchí: Se-Pan, Hinchasones) ist ein Ort im Toledo District in Belize, Mittelamerika. Die Bevölkerung besteht hauptsächlich aus Maya vom Volk der Kekchí.

## Geografie
Der Ort liegt im Einzugsbereich des Moho River, welcher nördlich des Ortes verläuft. Der Ort ist auch der wichtigste Zugang zur Machaca Indian Reservation im Westen.

### Verkehr
Die Hauptstraße in dem Gebiet verläuft von Südwesten, von Corazon Creek, New Mabilha und von San Lucas kommend, nach Nordosten nach Jordan und San Antonio Road.
Eine weitere Straße führt nach Westen nach San Benito Poite.

## Geschichte
Der Ort wurde 1933 gegründet.

## Klima
Nach dem Köppen-Geiger-System zeichnet sich Santa Theresa durch ein tropisches Klima mit der Kurzbezeichnung Am aus.